# Gubakha
Gubakha (en rus: Губаха) és una ciutat del krai de Perm, a Rússia. El 2019 tenia 19.472 habitants. Es troba a la vora del riu Kosva, a 121 km al nord-est de Perm. La ciutat és una regió administrativa en si mateixa, i engloba les localitats d'Ugleuralski i Sxirokovski, així com uns altres sis pobles.

## Història
Gubakha fou fundada a mitjan segle xviii com una residència per als treballadors d'una mina de ferro, a la confluència del Kosva i un petit afluent, del qual la ciutat pren el nom. El 1825 prop de l'assentament s'hi trobà el jaciment d'hulla d'Ugleuralski. El 1917 s'hi construí una de les primeres centrals termoelèctriques del pla GOELRO, encara en activitat. El 1928 rebé l'estatus d'assentament de tipus urbà i el 1941 el de ciutat.